# Ruganotus rufipes
Ruganotus rufipes är en insektsart som beskrevs av Yin, X.-c. 1979. Ruganotus rufipes ingår i släktet Ruganotus och familjen gräshoppor. Inga underarter finns listade i Catalogue of Life.